# Haba (entreprise)
Pour les articles homonymes, voir Haba.
 (mars 2014).
Si vous disposez d'ouvrages ou d'articles de référence ou si vous connaissez des sites web de qualité traitant du thème abordé ici, merci de compléter l'article en donnant les références utiles à sa vérifiabilité et en les liant à la section « Notes et références ».

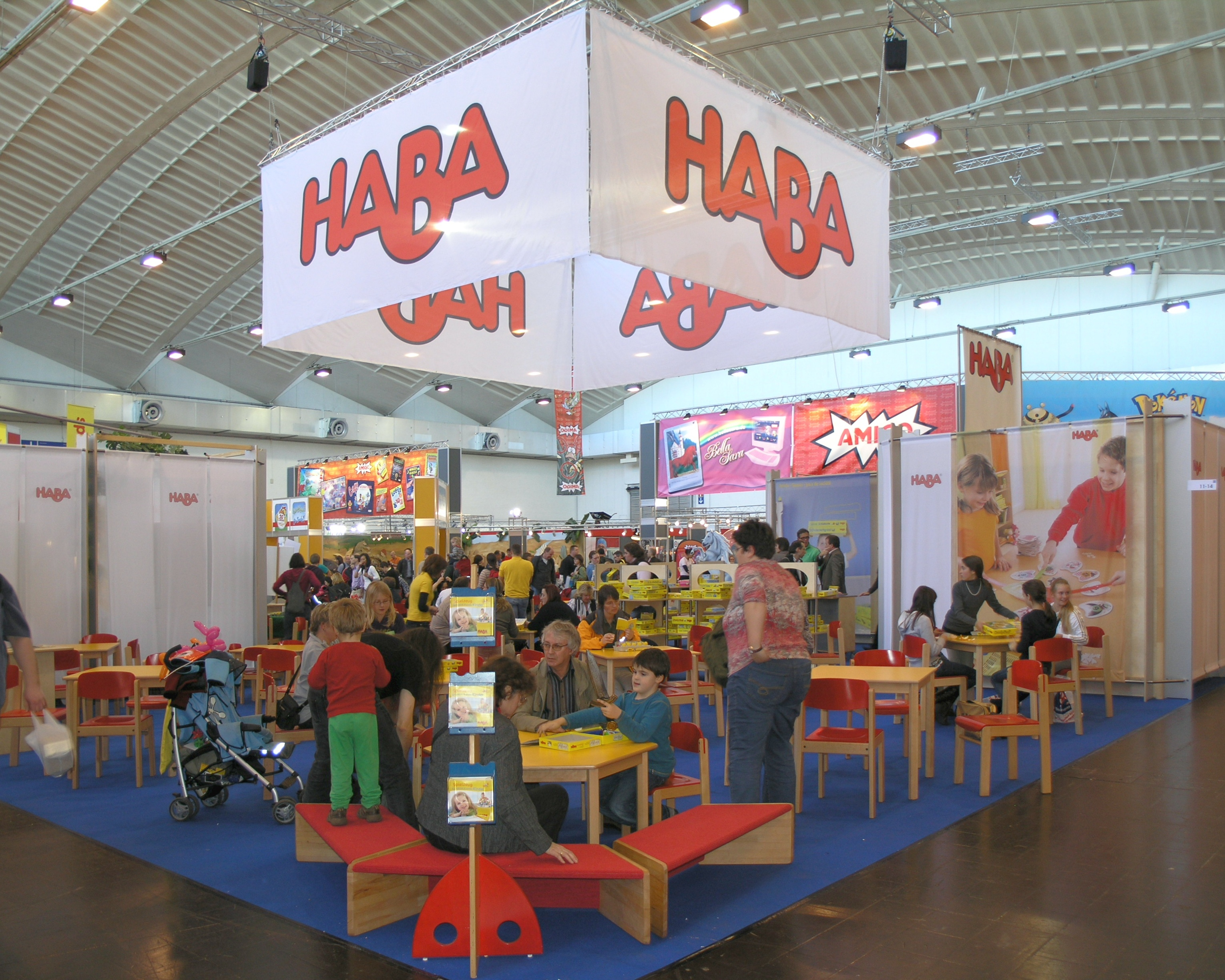
Essen Spiel 2008

Haba est une société allemande spécialisée dans l'univers de l'enfant et de la famille à travers les jeux et le mobilier, distribués dans le monde entier. Les jeux Haba se reconnaissent à leurs boîtes jaune vif.

## Historique
Le groupe  Habermaaß GmbH crée et fabrique des meubles, des structures de motricité, des jouets et jeux. Ces articles sont vendus en France par la filiale Haba France.
- 1938 En avril, Eugen Habermaaß et Anton Engel fondent une usine de produits en bois poli, baptisée plus tard

« Habermaaß &Co. », et avec Karl Wehrfritz, la société « Wehrfritz & Co. » 
- 1940 À la suite du départ d’Anton Engel et de Karl Wehrfritz, Eugen Habermaaß assure seul la direction des deux sociétés.
- 1955 À la mort de son mari, Luise Habermaaß lui succède à la tête des entreprises Habermaaß et Wehrfritz.
- 1993 Fondation de Haba France. Le siège est ensuite déplacé à Evry (Essonne).
- 2010 Haba France commence l’activité Haba Senior.

## Activités
La société Haba France s’organise autour de 3 divisions distinctes mais complémentaires : les articles pour grand public, les articles pour les professionnels de la petite enfance et les articles pour les professionnels du 3e âge.

### Pour le grand public
Haba a vu le jour en 1938 en tant qu’« usine de fabrication de jouets en bois de qualité » („Fabrik für feine Holzspielwaren“). Depuis la société  continue en créant des jouets pour bébés et enfants, mais aussi du mobilier pour chambre d’enfants et des jeux – les célèbres boites jaunes[réf. nécessaire].  Au-delà du bois Haba propose entre autres des bijoux, de la porcelaine et des produits en tissu.
La société a donc une grande variété de jeux de société pour les enfants dès 2 ans, dont le plus vendu est Le Verger, un jeu coopératif pour enfants à partir de 2 ans (plus de 800 000 exemplaires vendus dans le monde).

### Professionnels de la petite enfance
L’aménagement de lieux d’accueil petite enfance (crèche,  maternelle, halte-garderie, ludothèque) est également l’une activité de la société. 

### Professionnels du3eâge & du handicap
Tout d'abord né sous le nom Haba Senior en 2010, HABA Grandir et Vieillir Ensemble propose des articles destinés à l’adaptation, à l’éducation, à la rééducation et au bien-être des personnes.

## Quelques jeux édités
- Le Verger, 1986, Anneliese Farkaschovsky
- Ringel Rangel, 1993, Geni Wyss, Kinderspiel des Jahres  1993
- Karambolage, 1995, Heinz Meister, Kinderspiel des Jahres  1995
- Larguez les amarres ! ou Leinen los!, 1997, Alex Randolph, Kinderspiel des Jahres  1997
- Fais dodo ou Lalelu, 1998, Anja Wrede
- Kayanak, 1999, Peter-Paul Joopen, Kinderspiel des Jahres  1999
- Klondike, 2001,[Stefanie Rohner et Christian Wolf (en), Kinderspiel des Jahres  2001
- La Danse des œufs, 2003, Roberto Fraga
- Tirez les oreilles ou Ohren ziehen, 2004, Brigitte Pokornik
- À l'abordage ou Der schwarze Pirat, 2006, Guido Hoffmann, Kinderspiel des Jahres  2006
- Licornes dans les nuages, bienvenue à Rosalie ! (jeu) ou Eine Party für Rosalie, 2017, Kristin Mückel
- Trésor de Glace ou Funkelschatz, 2017, Lena Burkhardt et Günter Burkhardt, Kinderspiel des Jahres  2018
- La vallée des vikings ou Tal der Wikinger, 2019, Marie Fort et Wilfried Fort, Kinderspiel des Jahres  2019